# Morawce
Morawce – wieś w Polsce, położona w województwie łódzkim, w powiecie kutnowskim, w gminie Krośniewice.
| SIMC    | Nazwa         | Rodzaj               |
| ------- | ------------- | -------------------- |
| 0990161 | Rozpacz       | część wsi do 2023 r. |
| 0567474 | Stare Morawce | część wsi do 2023 r. |
| 0567480 | Zosinek       | część wsi do 2023 r. |

Wieś szlachecka położona była w drugiej połowie XVI wieku w powiecie łęczyckim województwa łęczyckiego. W latach 1975–1998 wieś administracyjnie należała do województwa płockiego.